# Leucolopha undulifera
Leucolopha undulifera är en fjärilsart som beskrevs av George Francis Hampson 1896. Leucolopha undulifera ingår i släktet Leucolopha och familjen tandspinnare. Inga underarter finns listade i Catalogue of Life.